# Bracon esenbeckii
Bracon esenbeckii är en stekelart som beskrevs av Maximilian Spinola 1840. Bracon esenbeckii ingår i släktet Bracon och familjen bracksteklar. Inga underarter finns listade.